# Robert Douglas (actor)
Robert Douglas (9 de noviembre de 1909 - 11 de enero de 1999) fue un actor teatral y cinematográfico, así como director y productor televisivo británico.

## Biografía
Su verdadero nombre era Robert Douglas Finlayson, nació en Fenny Stratford, Inglaterra.
Sus modales elegantes y su voz bien modulada le facilitaron interpretar tanto personajes siniestros como oficiales del Ejército.
Se casó en dos ocasiones. La primera con la actriz Dorothy Hyson (1914 - 1996), y la segunda con Suzanne Weldon (1921 - 1995). Tuvo dos hijos, Robert y Lucinda.
Falleció por causas naturales en Encinitas (California), Estados Unidos, en 1999. Fue incinerado y las cenizas esparcidas en el Océano Pacífico.

## Filmografía

### Como actor
Cine:
- 1930: PC. Josser, de Milton Rosmer.
- 1931: Las muchas aguas, de Milton Rosmer.
- 1933: The Blarney Stone, de Tom Paredes.
- 1935: conduce a través de la muerte, de Edward L. Cahn
- 1937: Nuestra lucha armada, de Norman Walker.
- 1937: En la Luna, de Thornton Freeland.
- 1937: Londres Melody, de Herbert Wilcox.
- 1938: El Desafío, de Milton Rosmer.
- 1938: Buccaneer's Girl, de Federico De Córdoba.
- 1939: The Chinese Bungalow, de George King.
- 1939: The Lion Has Wings, con  Michael Powell.
- 1947: El fin del río, de Derek N. Twist
- 1948: La decisión de Christopher Blake, de Peter Godfrey.
- 1948: El burlador de Castilla , de Vincent Sherman.
- 1949:  El manantial, El manantial de King Vidor.
- 1949: The Lady Takes a Sailor, de Michael Curtiz.
- 1949: homicidio, de Félix Jacoves.
- 1950: El halcón y la flecha , de Jacques Tourneur.
- 1950: Kim, de Victor Saville.
- 1950: Spy Hunt, de George Sherman.
- 1950: Misteriosubmarino, de Douglas Sirk.
- 1950: Barricade, de Peter Godfrey.
- 1950: Este lado de la ley, de Richard L. Bare
- 1951: destino desconocido, de George Sherman.
- 1951: Buenaventura, de Douglas Sirk.
- 1951: Hijos de los mosqueteros, de Lewis Allen.
- 1952: Ivanhoe , de Richard Thorpe.
- 1952: El Prisionero de Zenda, de Richard Thorpe.
- 1953: Las ratas del desierto, de Robert Wise.
- 1953: Vuelo a Tánger, de Charles Marquis Warren.
- 1953: Fair Wind to Java, de Joseph Kane.
- 1954: el rey Ricardo y los cruzados, de David Butler.
- 1954: O'Rourke de la Montada Real, de Raoul Walsh.
- 1955: Helena de Troya, de Robert Wise.
- 1955: El escudo escarlata, de John Sturges.
- 1955: Good Morning Miss Dove, de Henry Koster.
- 1959: La jungla de la ciudad, de Vincent Sherman.
- 1959: Tarzán, el hombre mono, de Joseph M. Newman
- 1960: Los infractores de la ley, de Joseph M. Newman

Televisión:
- 1959: Arthur, de Alfred Hitchcock
- 1959-1961: Uno más allá,The Secret episodio
- 1960: Thriller: los especialistas, de Ted Post
- 1972: la mujer que amo, de Paul Wendkos
- 1974: La Questor Tapes
- 1975:  Colombo(Temporada 4, Episodio 4 - Trouble Waters'\)

### Como guionista
- 1964: Tren nocturno a París

### Como director
Teatro:
- 1956 (en Broadway): asunto de honor,El Fuerte Rojo Patrick(coproductor),The Ponder Heart,,tío Willie

Televisión:
- 1955: Alfred Hitchcock Presents'(y productor)
- 1957: Maverick
- 1958:77 Sunset Strip
- 1959:Intriga en Hawái
- 1960:Surfside 6
- 1960:'Los violentos años veinte
- 1962:El virginiano
- 1962-1965:La hora de Alfred Hitchcock
- 1963: El Fugitivo(un episodio)
- 1965: El FBI'
- 1965: Perdidos en el espacio
- 1966: Misión Imposible'El episodio Diamond
- 1967-1968:El Invaders, 18episodios ContraataqueyEl Profeta,
- 1969:Centro Médico
- 1970: Danagosto
- 1970:El inmortal
- 1971:Cannon
- 1972:The Streets of San Francisco
- 1973:Barnaby Jones
- 1974:Shazam!
- 1975:Baretta
- 1976:City of Angels
- 1976:Quincy, M.E.
- 1977: Future Cop'
- 1977: Hunter'
- 1977:The Man from Atlantis
- 1977:'Grande de Hawaii
- 1979:Trapper John M.D.
- 1979:House Calls
- 1980:Nobody's Perfect
- 1982: Famaepisodio de las Naciones Unidas

Cine:
- 1962:The Final Hour
- 1964:Tren nocturno a París
- 1976:Columbo: Old Fashioned Murder